# Colbette
Colbette (lb. Kolwent, niem. Colbet) – wieś (Uertschaft) we wschodnim Luksemburgu, w kantonie Echternach, w gminie Consdorf. Do 3 października 2015 gmina leżała w dystrykcie Grevenmacher. Wieś zamieszkuje 30 osób (1 stycznia 2023).